# Craugastor rhodopis
Espèce
Synonymes
- Lithodytes rhodopis Cope, 1867 "1866"
- Hylodes sallaei Günther, 1869 "1868"
- Hylodes plicatus Günther, 1900
- Hylodes venustus Günther, 1900
- Hylodes beatae Boulenger, 1903
- Syrrhophus mystaceus Barbour, 1922
- Eleutherodactylus dunni Barbour, 1922
- Eleutherodactylus dorsoconcolor Taylor, 1941
- Eleutherodactylus rhodopis (Cope, 1867)

Statut de conservation UICN

 VU B1ab(iii) : Vulnérable
Craugastor rhodopis est une espèce d'amphibiens de la famille des Craugastoridae.

## Répartition
Cette espèce est endémique du Mexique. Elle se rencontre dans les États de Veracruz, d'Hidalgo, de Puebla, d'Oaxaca et du Chiapas.

## Publication originale
- Cope, 1867 "1866" : Fifth contribution to the herpetology of tropical America. Proceedings of the Academy of Natural Sciences of Philadelphia, vol. 18, p. 317-323 (texte intégral).